# 藥劑師

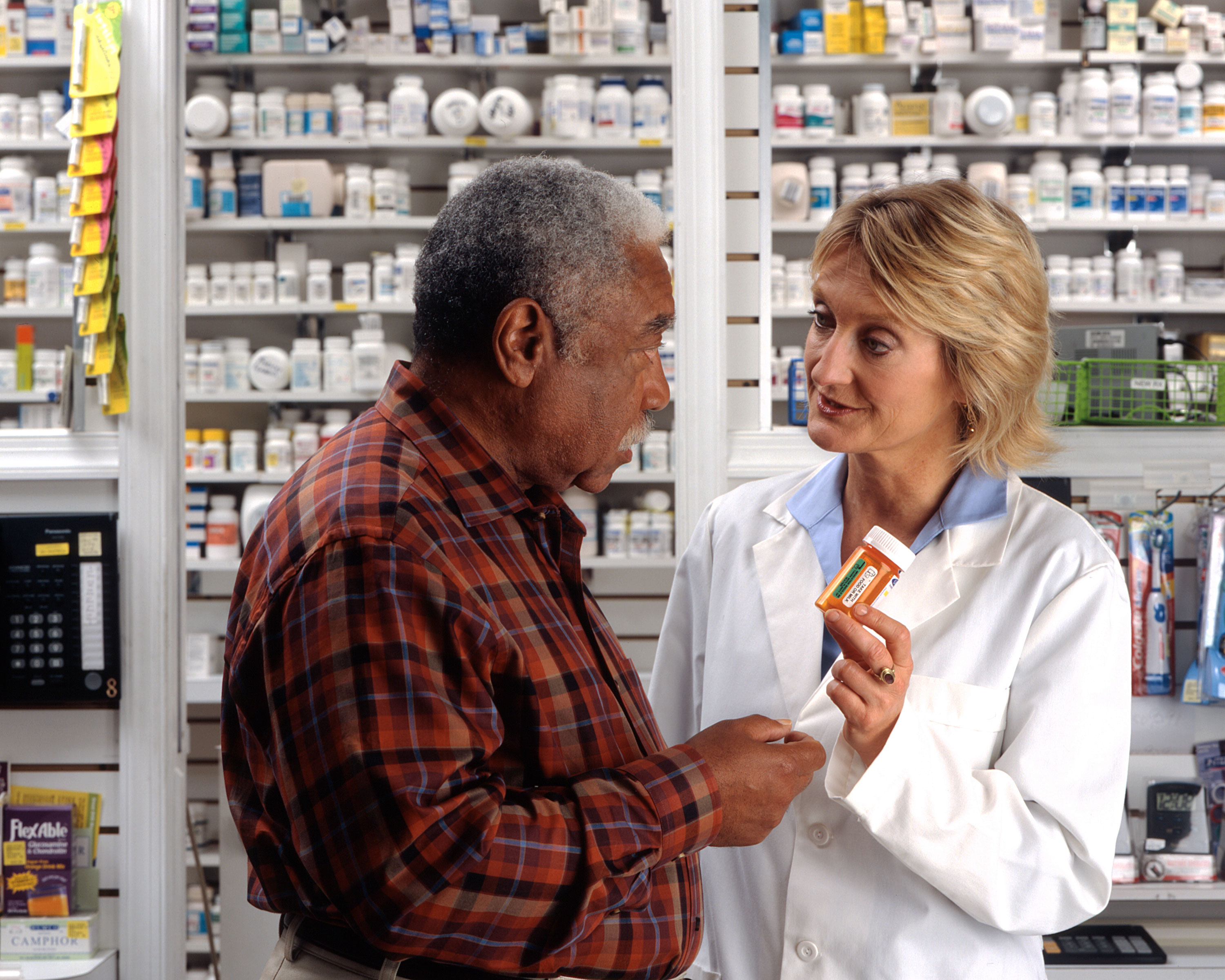
藥師向用藥者講述用藥須知

藥師（英語：pharmacist）是提供藥物知識及藥事服務的專業人員。通常是藥理學、藥劑學的專家，可提供藥物諮詢，也會根據醫師的處方調劑藥物。
漢字文化圈中的藥劑師之名稱源自於日本，很多周邊國家沿用至今。近年來受到西方國家之影響，藥師的職責除了調配藥劑外，已進化到全面藥事照護的階段，所以韓國、臺灣和中國大陸等地開始將其正名為藥師。
部份國家另有藥劑生（臺灣）、配藥員（香港）或藥房技術員（澳門）等輔助性人員，與藥師相比，訓練要求與薪金均較低。

## 工作範圍
藥師執業處所大致如下：

藥劑師國際代表標誌

可在醫院、專科診所、零售藥房、社區藥局、（跨國）藥廠、藥物批發商、大學或政府機關工作。

### 社區藥房（藥局）
按照醫生處方為顧客及病患配藥及提供藥物諮詢；亦可根據顧客或病患需要，在合乎法例的情況下向顧客建議購買無需處方的藥物。
根據香港法例第138章《藥劑業及毒藥條例》，每間藥房（如屈臣氏藥房和萬寧藥房）都必須聘有一名註冊藥劑師。藥劑師駐守藥房的時間最少應為藥房營業時間的三分之二，而藥房亦需按照規定在當眼地方，展示所聘藥劑師的姓名、註冊證書及駐守時間。
社區藥師的服務範圍：
1. 提供民眾藥物、醫用材料和測量儀器（如血壓計、血糖儀等），並教導民眾正確的使用方法
2. 負責受法律管制的藥物的存放、銷售和供應
3. 建議民眾改善普通輕微疾病（如：感冒、輕度頭暈、皮膚癢、疼痛症等）的藥物及用法
4. 指導病人服用處方上的藥物，解釋藥物的相互影響和副作用
5. 提供民眾一般健康常識以預防疾病
6. 接受各層級醫院、診所釋出之處方籤，並為病人調劑藥品

### 醫療機構（醫院、診所或其它）
藥師除了管理藥房的運作外；亦會覆核醫生的處方，查看藥物選擇是否妥當、份量是否合乎病人權益。在醫院常會另設諮詢藥師以提供更專一與個人化的服務。
醫院藥師亦會參與藥物的採購過程，例如確保效期、保存方式或缺貨代替品等等。

### 藥業製造（藥廠、批發商）
管理藥物的生產、品質控制、銷售、藥品研發及註冊事宜等。

### 公營部門
執行政府對藥物及藥物行業的規管，例如日常巡查、發牌、調查違法事件、藥品註冊、監察藥物安全等。

## 培訓

### 中華人民共和國（大陸）
「執業藥師（藥學或中藥學）」的資格需由中華人民共和國人事部和國家藥品監督管理局批准頒發，表明持證人通過國家統一組織的考試合格，取得執業藥師的註冊資格。

### 香港
香港中文大學藥劑學系於1992年成立，為香港首個由大學教育資助委員會撥款的药剂學士課程。迄今，中大藥劑學院已訓練超過 400 名藥劑師，約佔本地執業藥劑師的總數的三成。
在2009年9月份，香港大學醫學院亦開辦其首個藥劑學士課程，現時提供30個學額，並已經獲得專業認可。
來自外地藥劑學生畢業後，需於藥劑業及毒藥管理局認可的場所（包括：公立醫院藥房、私家醫院藥房、大型連鎖社區藥房、跨國藥廠、本地藥廠）進行為期一年的實習，再通過藥劑業及毒藥管理局舉辦的考試，才能成為香港的註冊藥劑師。

### 澳門
澳門科技大學開設的五年制藥學學士學位課程為澳門唯一的藥劑師養成課程。其他澳門註冊藥劑師大多從外地學成回流澳門。澳門註冊藥劑師的執照核發機構為藥物監督管理局。

### 中華民國（臺灣）

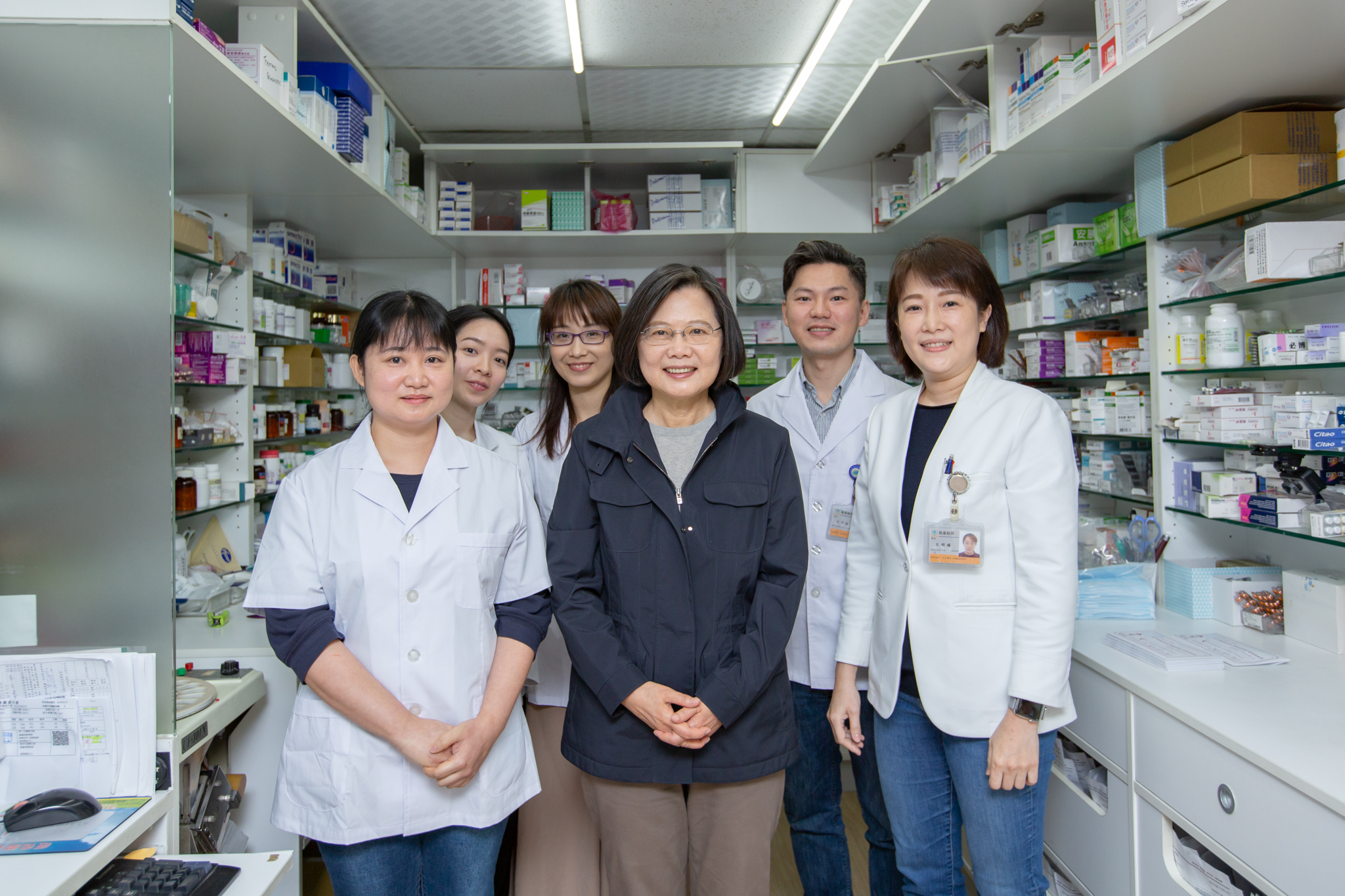
中華民國總統蔡英文於2020年3月訪視予志藥局時與藥劑師合影

1. 公立或立案之私立大學、獨立學院或符合教育部採認規定之國外大學、獨立學院藥學系畢業，並經實習期滿成績及格，領有畢業證書者。
2. 民國一百零一年六月五日藥師法修正施行前，於專科學校藥學科畢業，並經實習期滿成績及格，領有畢業證書者。
3. 中華民國人民經專技高考藥師考試及格者，得充藥師。
4. 在外國政府領有藥師證書，經中央衛生主管機關認可者。唯目前不承認中國大陸治權當局之學歷。
5. 檢覆考試已於西元2001年廢止，目前藥師唯一考試乃考試院舉辦專門職業及技術人員高等考試。
6. 藥學系學士畢業生經考試院核發之及格證書後再由衛生福利部醫事司發給藥師證書。
7. 政府目前訂定有法、藥事法，為規範藥師從業、執業行為之準則。

### 新加坡
新加坡的藥劑師註冊，根據《藥劑師註冊法令》，由新加坡藥品理事會負責。本地唯一藥劑師養成機構為新加坡國立大學。其餘藥劑師均畢業於指定海外院校。

### 馬來西亞
根據相關法令，馬來西亞的藥劑師必須註冊。
馬來西亞共有四所大學培養藥劑師，分別是公立的馬來亞大學、馬來西亞國立大學和馬來西亞理科大學，以及是私立的國際醫藥大學。至於海外指定院校亦可接受。藥劑學畢業生必須通過統一資格考試及完成至少12個月認可處所實習，方可以向馬來西亞衛生部藥品管理局申請註冊。

### 日本
根據日本法律，於指定教育機關的六年制藥學課程畢業，通過藥劑師國家考試，方可成為藥劑師。

### 韓國
根據韓國法律，於指定教育機構完成六年制藥學學士，參加國家資格考試合格（共12科），方可成為藥師。

### 澳洲或其他西方國家
要在當地成為藥師，必須先完成大學藥學學士或碩士课程，課程一般為4－6年（英國及美國有可能還要取得碩士或博士學位）。畢業生需在當地社區藥房或醫院藥房實習一年，通過有關組織的要求方可執業成註冊藥師，如美国、加拿大一样，澳大利亚各州对注册药师的要求亦有不同。悉尼大学等可以提供药学学士（Bachelor of Pharmacy）和药学硕士（Master of Pharmacy）的课程。註：一般藥理學理學士（Bachelor of Scıence ın Pharmacology）並不合乎成為藥師資格。申請藥學學士除了要符合大學入學基本要求，亦需通過STAT考試，而申请药学硕士需要通过GAMSAT考试和面试，包括藥學個案研究（Pharmacy Case Study Scenario）。一般药学硕士从准备、申请到录取、开学要经历至少一年的时间。

## 醫藥分業（家）及藥劑師角色的問題
香港到目前為止醫生賦有權力儲存，配藥及售賣處方藥物。但處方藥仍受註冊藥師監管。
臺灣民國94年12月最高行政法院判定醫師無調劑權，且不得申明交付藥品之動作為非調劑動作之一，所以診所若欲交付藥品，必須聘用藥師。
在大部分西方國家，病人看畢醫生後需到有註冊藥師管理的藥局（房）方可配得處方藥。藥師會了解病人的資料及病情，從藥單上核對醫生所開的藥物及份量，再核對病人的藥歷查看有否藥物跟藥物反應及副作用。
其他主要職責有如下：
1. 監管藥局（房）
2. 調劑藥品
3. 非處方藥物建議
4. 轉介，如醫師、牙醫師。
5. 藥物及醫療儀器教育
6. 用藥評估
7. 製藥

傳統的藥師在藥廠等尚未流行前，必須當場製造藥丸、藥水或藥膏等藥物(extemporaneous product)。但隨著科技的發展，大藥廠能大量製造藥物，藥師的角色也跟著改變了。除了藥物諮詢，現時開始發展藥物復審(medication review)及推廣健康教育等。